# SECMA

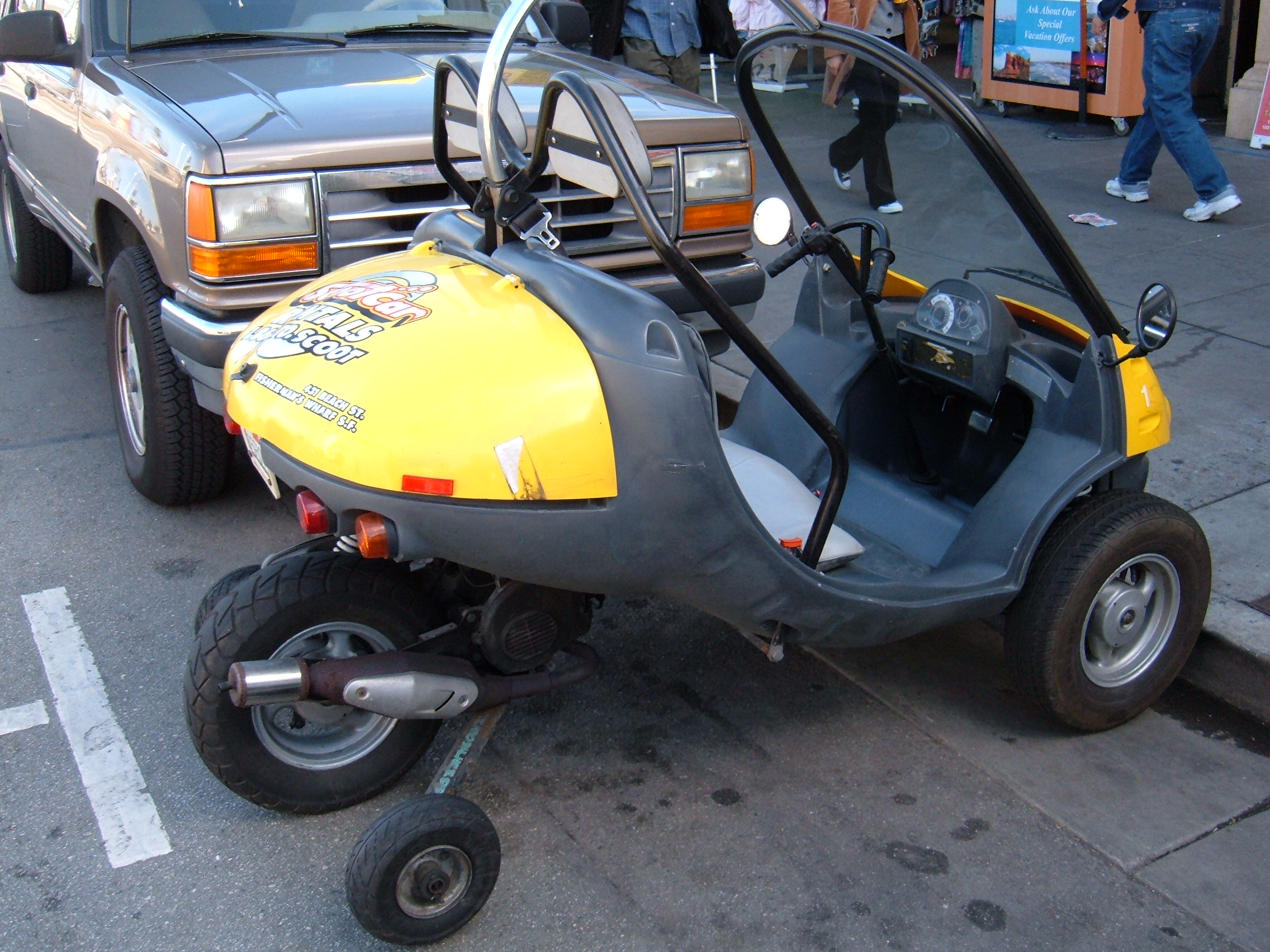
Fun Tech 50

Société SECMA (Societe d' Etude de Construction Automobile) – francuska firma specjalizująca się w produkcji: quadów, buggy i mikrosamochodów. Siedziba przedsiębiorstwa znajduje się w miejscowości Aniche.
Przedsiębiorstwo SECMA powstało w 1995 roku. 
Pojazdy tej marki dostępne są na wielu rynkach całego świata (m.in. w Wielkiej Brytanii i w Polsce).
Większość pojazdów marki SECMA można prowadzić od 16 roku na podstawie prawa jazdy kategorii B1.

## Modele
- Fun Tech 340
- Fun Quad 340
- Fun Buggy 340
- 6×4
- Fun Elec
- Fun Extre'm 500
- Fun Family
- Fun Runner
- Fun 1600 (F16)